# Sárkányok Kabul felett
A Sárkányok Kabul felett egy bemutatás előtt álló 2025-ös magyar akciófilm, mely egy 2021-es afganisztáni magyar mentőakció alapján készült, fikciós elemekkel kiegészítve.
A mozifilm történetének alapja a Sámán Pajzs nevű katonai művelet, amelyben a Magyar Honvédség 540 embert (magyar mellett amerikai, osztrák és afgán állampolgárt) – köztük 180 gyereket – hozott ki Afganisztánból a NATO-erők kivonulása alatt 2021-ben.

## Történet
Még a munkacím alatt futó film sillabusza szerint:
A Kabul művelet történetének középpontjában egy magyar orvosnő áll. Az akciófilm cselekményében a magyar katonák önfeláldozó küzdelme összefonódik a háborús városból kijutni próbáló civilek elkeseredett menekülésével. A film fináléjában, a káoszba süllyedő repülőtéren már nincs se törvény, se rend, csak a magyar katonák kitartása, hősiessége, embersége számít. Hatalmas lelki kihívás embernek maradni az embertelen körülmények között, de megéri, hiszen aki egy embert megment, az egy egész világot ment meg.

## Szereplők
- Jászberényi Gábor
- Mészáros Blanka – Takács Eszter önkéntes orvosnő
- Borovics Tamás
- Trokán Nóra
- Dietz Gusztáv
- Hajmási Dávid
- Ertl Zsombor
- Stohl András

## Gyártás
Az NFI a produkció forgatókönyv-fejlesztésére összesen 7,5 millió Ft-ot adott. A mozifilm költségvetése 5,8 milliárd Ft volt (beleértve az adókedvezményt is). Ebből összesen 4 milliárd Ft volt a közvetlen gyártási támogatás: az NFI-s Filmszakmai Döntőbizottságtól 1,7 milliárd Ft-ot, az MTVA 1,3 milliárd Ft-al támogatta valamint egyedi kormányhatározat alapján 1,067 milliárd Ft támogatást is kapott. A produkció munkacíme Kabul művelet volt. 
A mozifilm a Magyar Honvédség szakmai támogatásával készült. A támogatás része volt a Honvédelmi Minisztérium lakossági reklámkampányának (a TV2-n futó S.E.R.E.G.  és A Kiképzés magyar produkciók mellett). A film katonai szakértője Pálinkás Szilveszter főhadnagy volt.

### Forgatás
A 47 napos forgatás fő helyszínei között volt a kecskeméti katonai repülőtér mellett a honvédségi területen lévő újdörögdi romváros, a fóti homokbánya, a zsámbéki kőbánya (ezeken a helyeken az afganisztáni jeleneteket vették fel), a Központi BM Kórház és a Budapesti Műszaki Egyetem.
Több mint 15 helyszínen forgattak. A forgatás idejére többek között katonai tábort, kórházat, vezénylő központot, repülőteret és kabuli utcát is építettek.
A filmben 10 főbb szereplő és 25 mellékszereplő dolgozott.